# Marcos Daniel Quiroga
Marcos Daniel Quiroga (Sunchales, Provincia de Santa Fe, Argentina, 28 de noviembre de 1990) es un futbolista argentino. Juega como mediocampista central y su primer equipo fue Libertad de Sunchales. Actualmente milita en Gimnasia y Tiro de Salta del Torneo Regional Amateur.
En 2015 logró el ascenso a Primera División con Patronato de Paraná.

## Clubes
| Club                           | País      | Año               |
| ------------------------------ | --------- | ----------------- |
| Libertad de Sunchales          | Argentina | 2007-2014         |
| Sportivo Patria de Formosa     | Argentina | 2014              |
| Patronato de Paraná            | Argentina | 2015-2016         |
| Instituto de Córdoba           | Argentina | 2016-2017         |
| Juventud Unida de Gualeguaychú | Argentina | 2017-2018         |
| Los Andes                      | Argentina | 2018-2019         |
| Ferrocarril del Estado         | Argentina | 2019              |
| Ben Hur de Rafaela             | Argentina | 2020              |
| Gimnasia y Tiro de Salta       | Argentina | 2021              |
| Libertad de sunchales          | Argentina | 2021-2022         |
| Sportivo norte                 | Argentina | 2022 - actualidad |

## Palmarés
| Título                     | Club                | País      | Año  |
| -------------------------- | ------------------- | --------- | ---- |
| Ascenso a Primera División | Patronato de Paraná | Argentina | 2015 |